# Blå Nilen
Blå Nilen (amhariska: አባይ, Abay; arabiska: النيل الأزرق) är en flod i Afrika. Den är tillsammans med Vita Nilen ett av de två största källflödena till Nilen. Blå Nilen bildas vid Tanasjön på Abessinska höglandet i Etiopien och flyter samman med Vita Nilen i Khartoum i Sudan för att flyta vidare till Medelhavet under namnet Nilen. 
Enligt information publicerad av Ethiopian Central Statistical Agency har Blå Nilen en total längd av 1 450 kilometer, av vilka 800 km ligger i Etiopien. Den avvattnar en yta av 325 000 km².

## Externa länkar

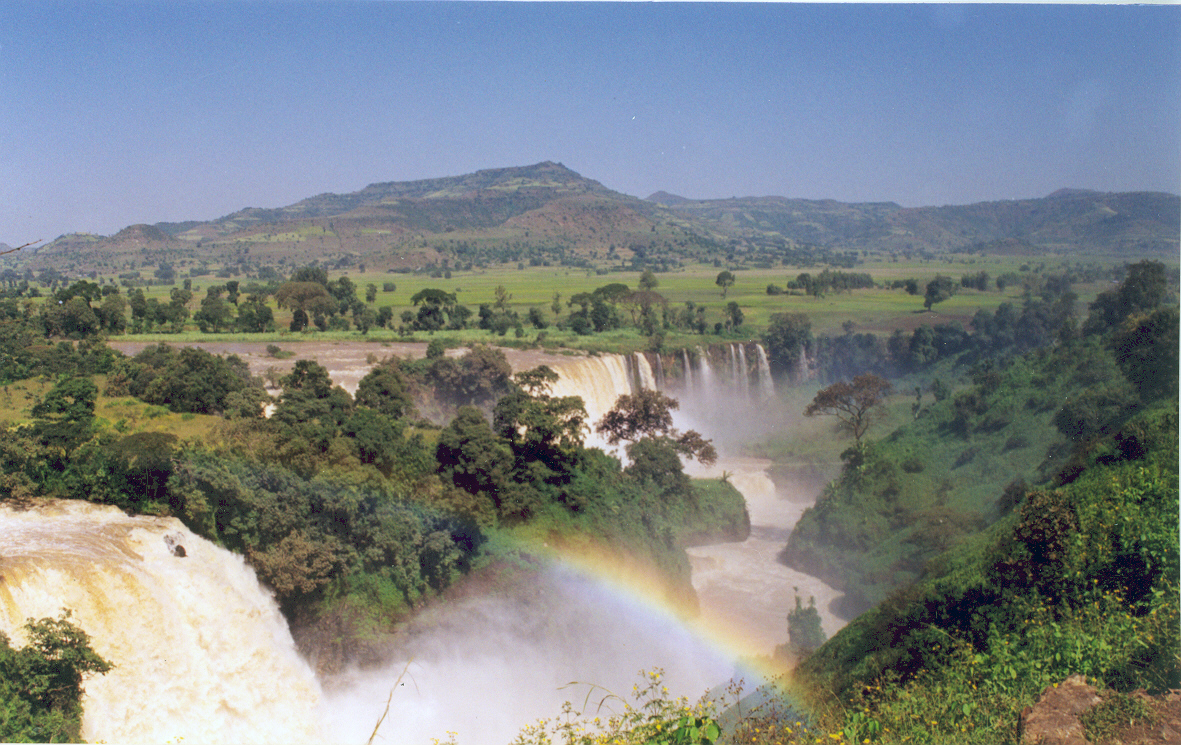
Tis Issat, Blå Nilens vattenfall.